# East Dean (West Sussex)
East Dean – wieś w Anglii, w hrabstwie West Sussex, w dystrykcie Chichester. Leży 10 km na północny wschód od miasta Chichester i 79 km na południowy zachód od Londynu. W 2001 miejscowość liczyła 217 mieszkańców.